# Jerzy Semkow
Jerzy Semkow est un chef d'orchestre polonais né le 12 octobre 1928 à Radomsko et décédé à Lutry le 23 décembre 2014 .

## Biographie
Jerzy Semkow a acquis une réputation internationale, à l'opéra comme au concert. Ses mentors de direction étaient notamment Erich Kleiber, Bruno Walter et Tullio Serafin. Son activité de chef d'orchestre a débuté en 1954 à Léningrad (aujourd’hui Saint-Pétersbourg) auprès d'Ievgueni Mravinsky, l’un des plus grands chefs du XXe siècle dont il a été l’assistant et proche collaborateur jusqu'en 1956. Puis, il a été successivement directeur artistique et chef d’orchestre permanent au Théâtre national de l’Opéra de Varsovie (1958-1959). Puis il est devenu chef principal de l'Opéra national de Varsovie (1959-1962), de l'Opéra royal du Danemark et de l'Orchestre royal du Danemark à Copenhague (1966-1976), de l’Orchestre de la RAI à Rome, ainsi que directeur musical de l'Orchestre symphonique de Saint-Louis aux États-Unis (1975–1979) et conseiller musical et chef d'orchestre principal de l'Orchestre philharmonique de Rochester (1985–89). En tant que chef invité, il est apparu également à l'Opéra de la Scala de Milan, aux opéras de Rome, Florence, Venise (La Fenice), Genève, Londres (Covent Garden) et au théâtre Bolchoï à Moscou.  
Il a réalisé plusieurs productions d’opéras et donné des concerts (répertoire mozartien notamment) au Festival international d'Aix-en-Provence. Jerzy Semkow a dirigé les plus importants orchestres symphoniques d’Europe : Berlin, Rome, Naples, Milan, Londres, Genève (Orchestre de la Suisse romande), Paris (Orchestre national de France, Orchestre de Paris, Ensemble orchestral de Paris), Lyon, Strasbourg (notamment dans des cycles Brahms, avec des concerts donnés également au Concertgebouw d’Amsterdam), Monte-Carlo, Montpellier, Varsovie. En Amérique du Nord, il a été au pupitre des orchestres de New York, Chicago, Boston, Cleveland, Detroit, Rochester, Washington, Pittsburg, Minneapolis. Il a également dirigé en Amérique du Sud et en Australie (Sidney, Melbourne). 

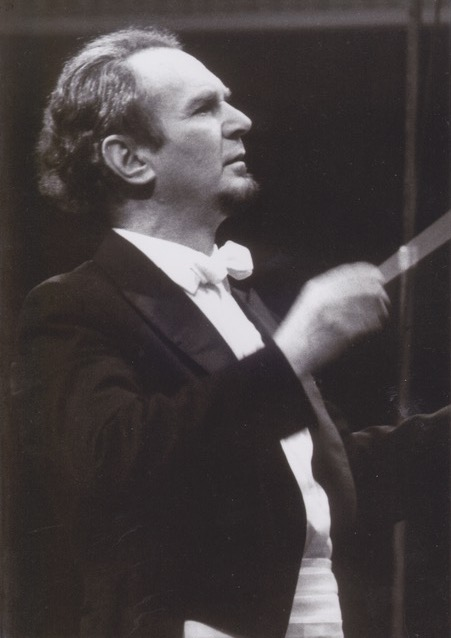

Une partie des activités de Jerzy Semkow était destinée à la jeunesse, par la direction de concerts (Festival de musique d'Aspen, Colorado), ainsi que par des conférences et des masterclass, principalement aux États-Unis (université Yale, Manhattan School of Music). Jerzy Semkow a réalisé beaucoup d’enregistrements discographiques, notamment avec les firmes Columbia, His Master’s Voice, Fona et Musa (Compagnie phonographique polonaise). Son enregistrement de Boris Godounov dans la version originale (avec Martti Talvela dans le rôle-titre) a été l’objet de hautes distinctions, de même que les œuvres de Beethoven enregistrées avec l’Orchestre et les Chœurs de Saint-Louis. Citons encore l’intégrale des symphonies de Schumann, celle des symphonies de Brahms, diverses symphonies de Beethoven, Tchaïkovski et Scriabine, l’enregistrement du Prince Igor de Borodine (rôle-titre Boris Christoff) et, dans le cycle des plus importantes compositions de Karol Szymanowski, celui de ses 3e et 4e symphonies. Jerzy Semkow a notamment obtenu « le Disque d’Or » pour ses interprétations des symphonies de Mozart. 

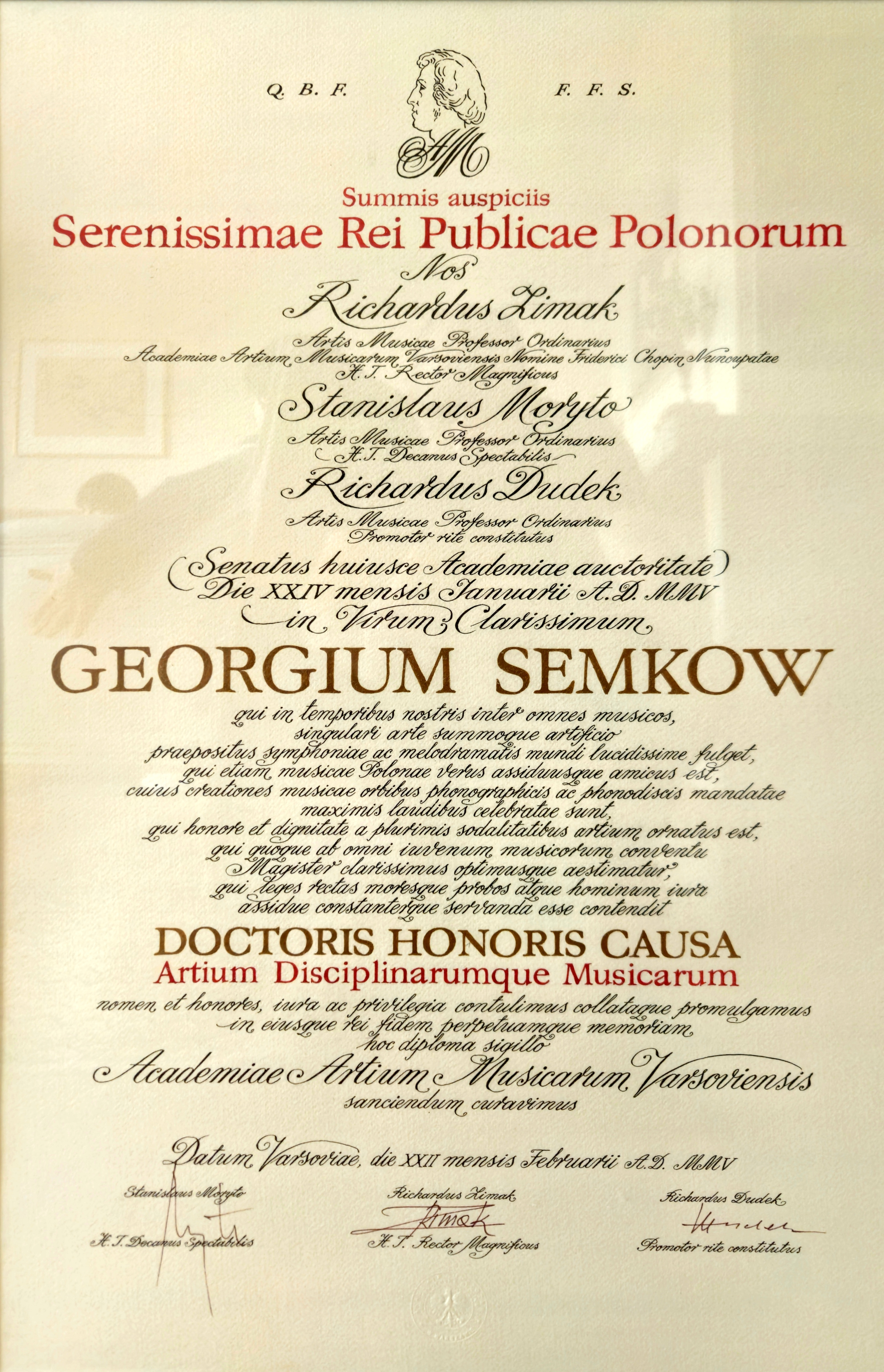

Plus récemment, l’activité artistique de Jerzy Semkow a été consacrée aux grandes formes de musique sacrée : le Requiem de Mozart lors d’un grand concert de commémoration donné en Eurovision en l'Église de la Madeleine à Paris, à l’occasion du 150e anniversaire de la mort de Chopin, avec l’Orchestre national de France et le Chœur de Radio-France, la Messe en ut majeur de Beethoven, également à Paris, et la Messe en ut mineur de Mozart en la cathédrale Notre-Dame de Paris sous les auspices du Festival de Musique sacrée de Paris. 
Né en Pologne, Jerzy Semkow était citoyen français. Il était Chevalier des Arts et des Lettres, Officier puis Commandeur, Docteur honoris causa de l’Académie de Musique Frédéric-Chopin de Varsovie  (2005) et de l'Académie de Musique de Lodz (2013). Il a été également décoré de l’ordre d’or polonais Gloria Artis.

## Décoration
- Commandeur de l'ordre des Arts et des Lettres (2006)[1]

## Répertoire

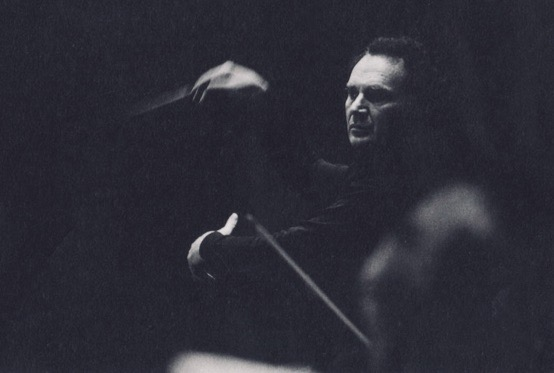

Son répertoire était assez vaste. Il allait de Mozart à Szymanowski, en passant par Schumann, Brahms, Beethoven et le romantisme russe. Ses interprétations mozartiennes ont été vivement saluées et récompensées. Sa direction était ferme, nette et rigoureuse, d'une redoutable précision, mais il y alliait un grand sens des couleurs et des nuances, dans la lignée des grands chefs soviétiques. Ses interprétations des Deuxième et Quatrième symphonies de Brahms sont particulièrement émouvantes. 

## Décès
Jerzy Semkow décède à Lutry en Suisse le 23 décembre 2014,,, auprès de son épouse Mme Colette Semkow Brasey. Sa biographie a été publiée la même année, rédigée par Małgorzata Komorowska.

## Fondation Jerzy Semkow
En octobre 2017, son épouse Mme Colette Semkow Brasey crée une fondation à Sion (Valais) ayant pour but la promotion de la musique classique dans l'esprit qui animait le chef d'orchestre. Elle inclut, dans cette promotion, le soutien à la formation musicale en Pologne et en Suisse romande ainsi que l’organisation de manifestations permettant au grand public de se familiariser avec la musique classique.  

## Discographie
- 1987 : Beethoven - Concerto pour piano en mi bémol majeur, op. 73 . Muse CK 635
- 2009 : CHOPIN - Concerto for Piano

## Video - Audio
- 🎬 RACHMANINOV - Concerto pour piano No.2 en do mineur, op.18
- 🎧 BRAHMS - II Symfonia D-dur, op.73 - Allegretto grazioso (quasi andantino)
- 🎧 BRAHMS - Piano Concerto No.2 Live (1er mov.)
- 🎧 CHOPIN - Concerto for Piano and Orchestra No.1 /Allegro maestoso
- 🎧 CHOPIN - Concerto for Piano and Orchestra No.1 /Romance. Larghetto
- 🎧 CHOPIN - Concerto for Piano and Orchestra No.1 /Rondo. Vivace
- 🎧 CHOPIN - Concerto for Piano and Orchestra No.2 / Larghetto
- 🎧 CHOPIN - Concerto for Piano and Orchestra No.2 /Maestoso
- 🎧 CHOPIN - Concerto for Piano No.2 op.21
- 🎧 Robert Schumann, Symphony no. 3, "Rhenish", Nicht schnell